# Горянівські джерела
Горя́нівські джере́ла — гідрологічна пам'ятка природи місцевого значення в Україні. Розташована в межах Ківерцівського району Волинської області, на околиці села Горянівка. 
Площа 0,5 га. Статус надано 1991 року. Перебуває у віданні Дідичівської сільської ради. 
Статус надано з метою збереження кількох джерел з чистою водою, які утворюють струмок, що впадає в річку Путилівку. 

## Галерея

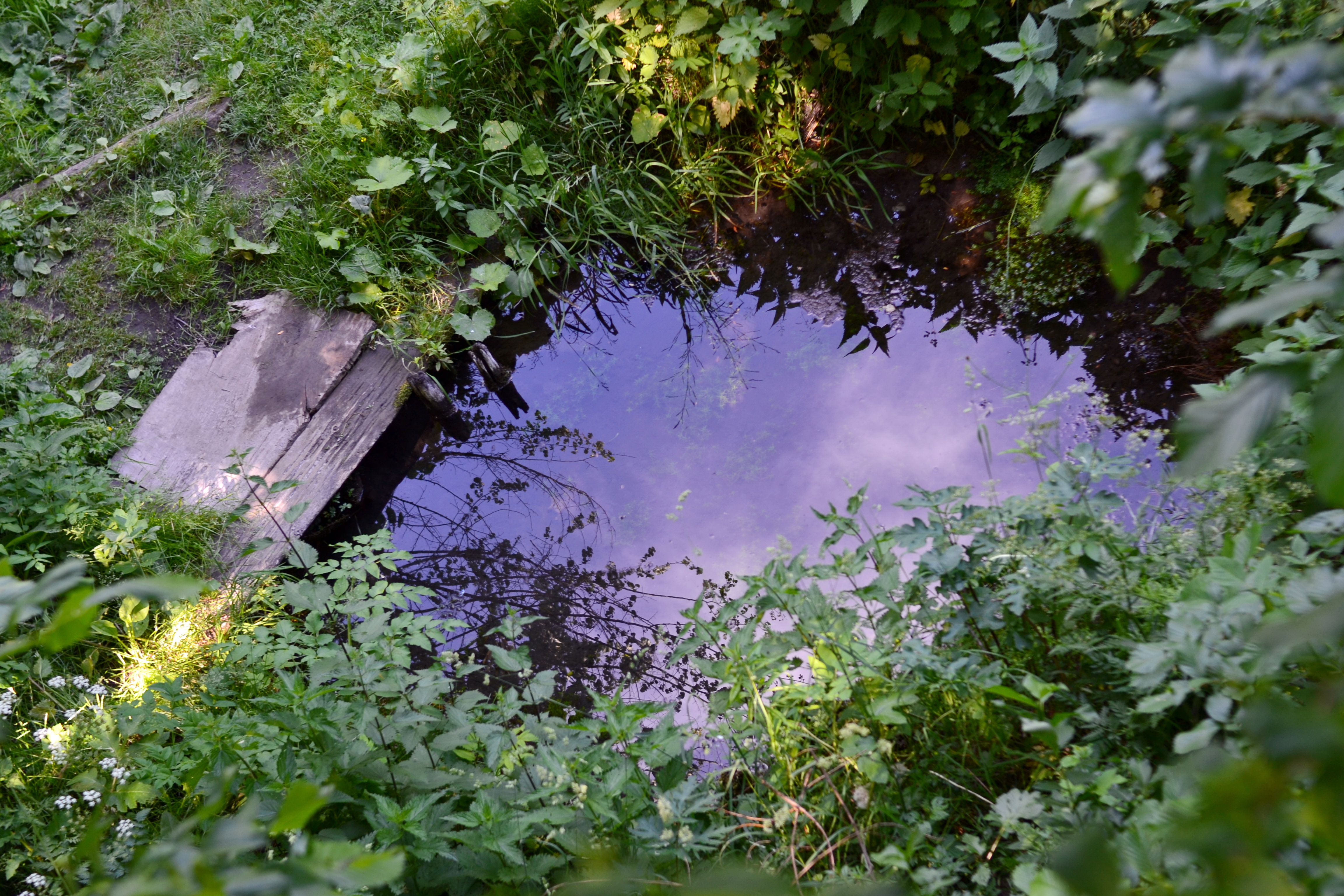
Перше окреме джерело
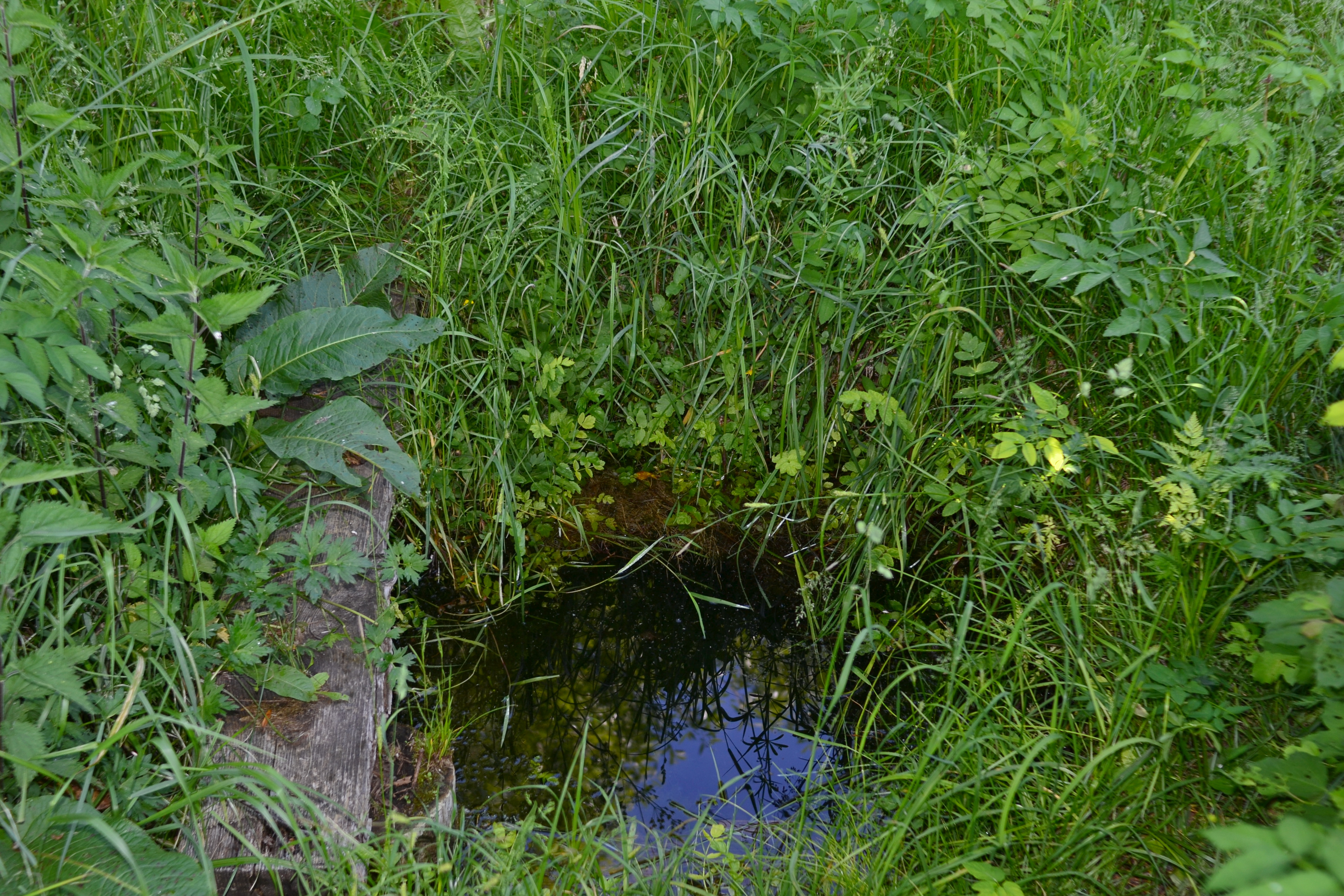
Друге окреме джерело
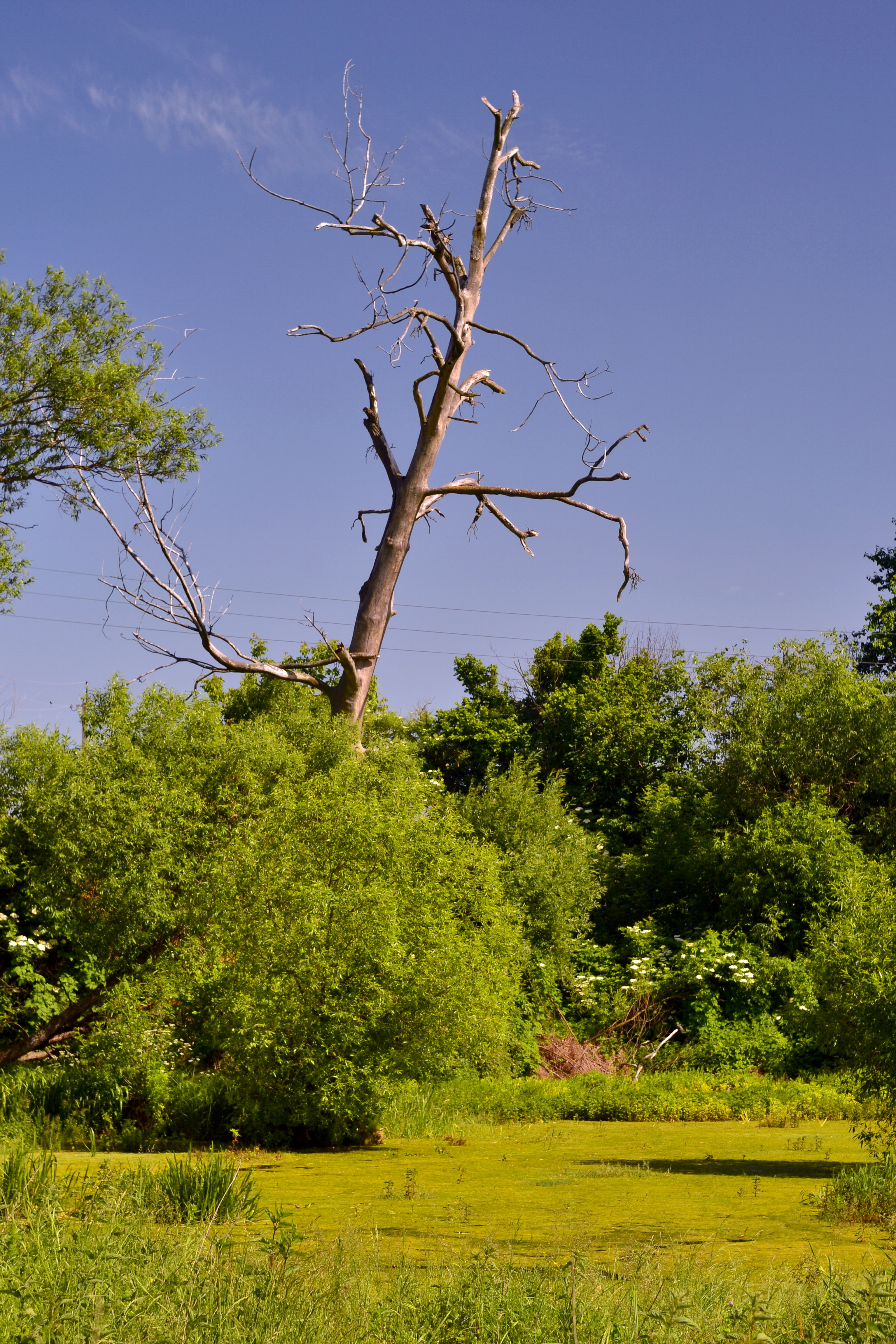
Вигляд з північно-західної сторони
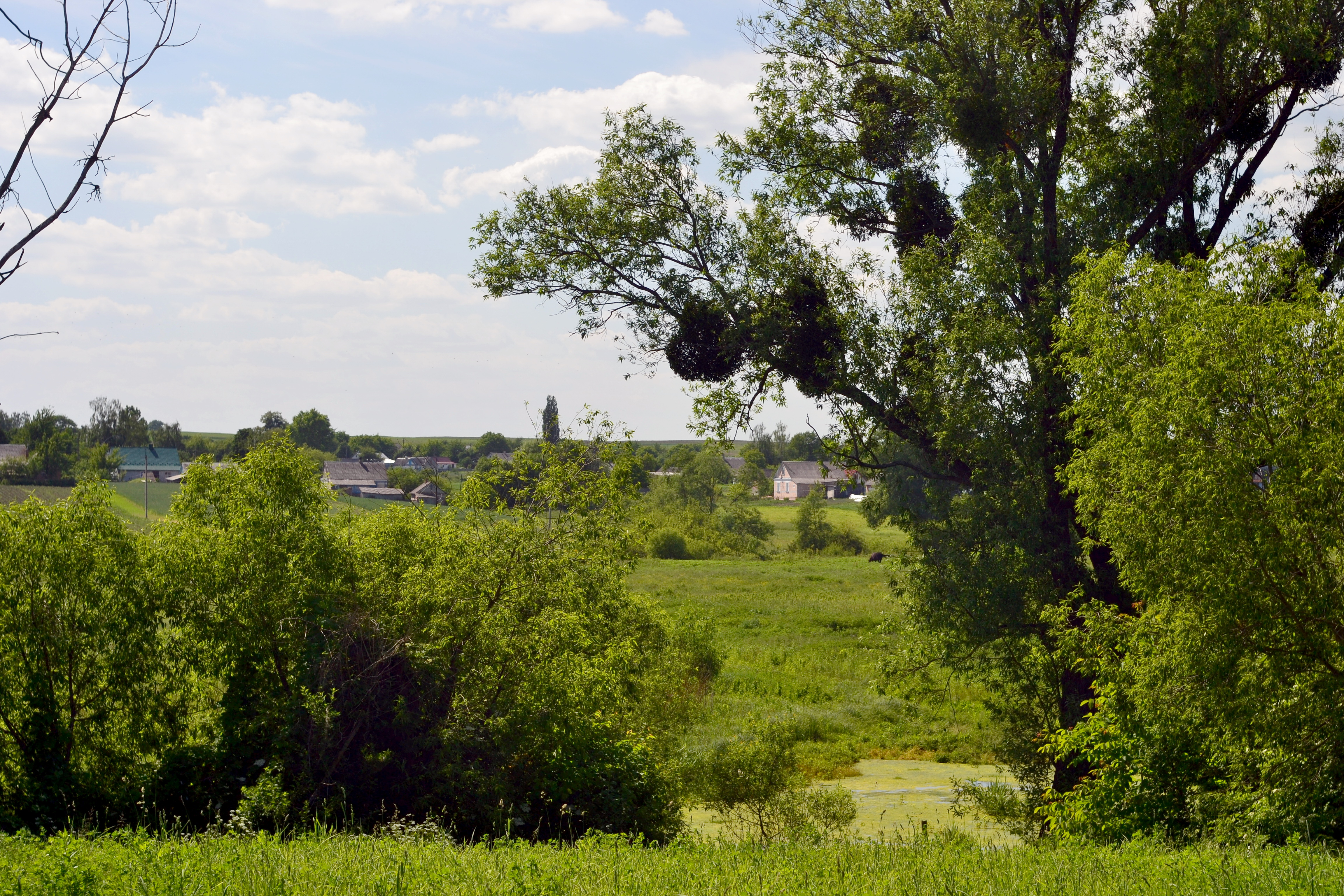
Вигляд зі східної сторони
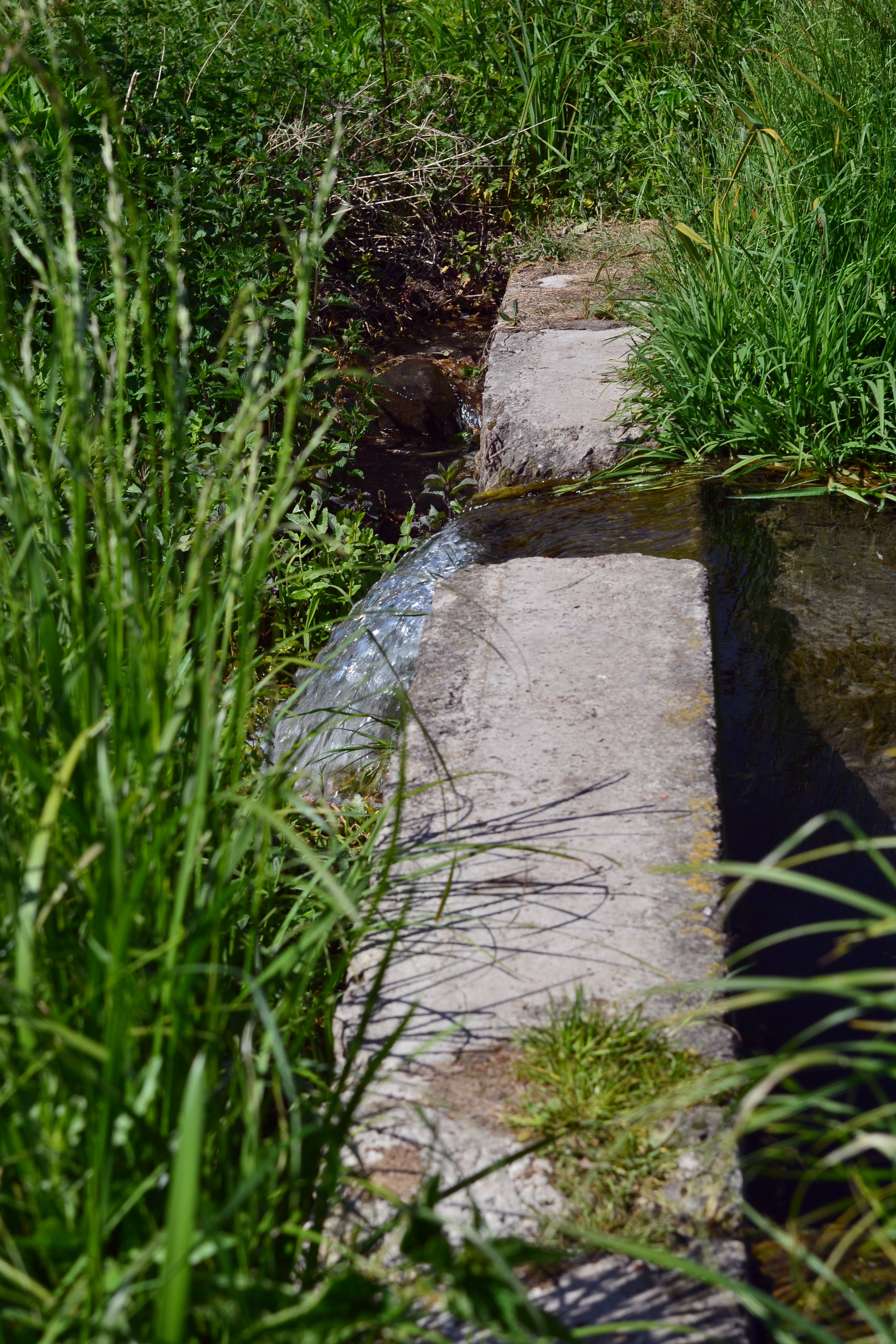
Вигляд з дамби на водний потік